# Несерйозна людина
«Несерйозна людина» («Araseriozuli katsi») — радянський художній фільм 1980 року, знятий режисером Дмитром Батіашвілі на Грузинській студії телефільмів.

## Сюжет
Освічений і привабливий чоловік середніх років, улюбленець всього Сололаки, виявляється вибитим із життєвої колії в радянській дійсності, де кожен зайнятий якомога найкращим устроєм свого життя. Зі старим і осліплим батьком на руках, не затребуваним у своїй професії вчителя німецької мови, Ніко Мачабелі складно вжитися в навколишньому суспільстві, зокрема через норовливий характер. Психіатрична клініка і нескінченні випивки з товаришами по чарці позаду, за останнім покликом волі він повертає собі свою людську гідність, знаходить роботу в школі та знаходить сімейне тепло в особі сусідки Марії, якій нелегко живеться з чотирма дітьми: «Не зрозумій мене неправильно, Маріє, візьми своїх дітей і перебирайся жити до нас».

## У ролях
- Гія Перадзе — Ніко
- Гурам Челідзе — головна роль
- Автанділ Датунашвілі — Габріел
- Тамріко Чічуа — роль другого плану
- А. Габуніа — роль другого плану
- Тінатін Жоржоліані — роль другого плану
- У. Оніашвілі — роль другого плану
- Тамара Свані — епізод
- Манана Кучухідзе — епізод
- Вахтанг Танділашвілі — епізод
- Іліа Такаїшвілі — епізод
- Акакій Апхазава — епізод
- Мзіа Датунашвілі — епізод
- Б. Паїлодзе — епізод
- Георгій Бардавелідзе — епізод
- А. Берозашвілі — епізод
- Г. Бучукурі — епізод
- С. Векуа — епізод
- І. Горделадзе — епізод
- І. Гуліна — епізод
- О. Дурмішидзе — епізод
- А. Лупніашвілі — епізод
- З. Рамішвілі — епізод
- Г. Сургуладзе — епізод
- В. Торіашвілі — епізод
- Г. Хелашвілі — епізод
- Д. Церадзе — епізод
- Т. Церадзе — епізод
- Тетяна Шатілова — епізод

## Знімальна група
- Режисер — Дмитро Батіашвілі
- Сценаристи — Дмитро Батіашвілі, Ерлом Ахвледіані
- Оператори — Тамаз Бічікаєв, Ігор Крепс
- Композитор — Вахтанг Кухіанідзе
- Художник — Малхаз Кухашвілі